# Capurodendron bakeri
Capurodendron bakeri là một loài thực vật có hoa trong họ Hồng xiêm. Loài này được (Scott-Elliot) Aubrév. mô tả khoa học đầu tiên năm 1962.